# Let’s Hurt Tonight
«Let’s Hurt Tonight» — песня американской поп-рок группы OneRepublic, выпущенная как третий сингл с их четвертого студийного альбома Oh My My. Песня будет выпущена на радио 9 января 2017 года. Также, песня была использована для продвижения фильма «Призрачная красота», премьера которого состоялась 15 декабря 2016 года.

## Сертификации
| Регион                                                                      | Сертификация | Продажи |
| --------------------------------------------------------------------------- | ------------ | ------- |
| Италия (FIMI)                                                               | Золотой      | 25 000  |
| Данные о продажах + прослушиваниях приведены только на основе сертификации. |              |         |

## Участники записи
Запись
- Записано в Revolution Studio, Торонто, Онтарио; в Corinthia Лондон, Великобритания.
- Дополнительная запись в Park Hyatt, Сидней, Австралия; в Patriot Studios, Денвер, Колорадо.
- Микширование в MixStar Studios, Верджиния-Бич, Виргиния.

Участники записи
- Райан Теддер — автор песни, продюсер
- Ноэль Занканелла — автор песни, продюсер
- Сербан Хенея — миксер
- Джон Хэйнс — помощник звукоинженера по микшированию
- Райли Белл — ассистент
- Люк Шиндлер — ассистент
- Мэттью Триба — ассистент

Инструменты
- Райан Теддер — лид-вокал
- Зак Филкинс — гитара
- Брент Катцл — гитара, бас-гитара
- Дрю Браун — гитара
- Эдди Фишер — ударные